# Willie Love
Willie Love (Duncan, 4 november 1906 - Jackson, 19 augustus 1953) was een Amerikaanse bluespianist. Hij is vooral bekend om zijn samenwerking met en begeleiding van Sonny Boy Williamson II. De belangrijkste invloed op zijn pianospel was Leroy Carr.

## Biografie
In 1942 ontmoette hij Sonny Boy Williamson II in Greenville (Mississippi). Ze speelden regelmatig samen in jukejoints in de Mississippi-delta. Love werd beïnvloed door het pianospel van Leroy Carr en was bedreven in zowel standard blues als boogiewoogie-stijl.
In 1947 verhuisde Charley Booker naar Greenville, waar hij samenwerkte met Love. Twee jaar later verhuisde Oliver Sain ook naar Greenville om zich bij zijn stiefvader Love aan te sluiten als drummer in een band met frontman Williamson. Toen Williamson in maart 1951 voor Trumpet Records opnam, speelde Love piano op de opnamen. Eigenaar Lillian McMurray van Trumpet liet Love de volgende maand terugkeren en opnieuw in juli 1951, toen hij zijn bekendste zelf geschreven nummer Everybody's Fishing opnam. Love speelde piano en zong, met gitaarbegeleiding van Elmore James en Joe Willie Wilkins. Zijn begeleidingsband stond bekend als The Three Aces. Tijdens een studiosessie in december 1951 werd Love ondersteund door Little Milton (gitaar), T.J. Green (viool) en Junior Blackman (drums). In zijn tienerjaren speelde Eddie Shaw tenorsaxofoon met zowel Milton als Love.
Onder zijn eigen naam keerde Love pas in maart 1953 terug naar de studio, toen hij Worried Blues en Lonesome World Blues opnam. Ondanks de vriendschap tussen hen, maakte Love geen gebruik van Williamsons spel op zijn eigen materiaal. In april 1953 namen Love en Williamson op in Houston (Texas) in de laatste opnamesessie van Love.
Love speelde piano op Williamsons albums I Ain't Beggin' Nobody en Clownin' with the World (1953). Alle eigen opnamen van Love verschenen op het verzamelalbum Greenville Smokin', uitgegeven in 2000.
Zijn laatste opnamesessie was in april 1953, waarbij hij speelde met een blanke bassist, hetgeen voor de toenmalige tijd in Mississippi, de staat met de strengste rassensegregatie, een rariteit was.

## Overlijden
Na langdurig overmatig alcoholgebruik, overleed Willie Love aan bronchopneumonie in augustus 1953 op 46-jarige leeftijd. Hij werd begraven op de Elmwood Cemetery in Jackson, Mississippi. 

## Discografie

### Compilatialbums
- Delta Blues: 1951 (1990)
- Trumpet Masters, Vol. 1: Lonesome World Blues (1991)
- Greenville Smokin' (2000)
- Shout Brother Shout

- Bibliothèque nationale de France: cb13896824g (data)
- Gemeinsame Normdatei: 134787692
- International Standard Name Identifier: 0000 0000 7731 7031
- Library of Congress Control Number: n95009279
- MusicBrainz: 0f2f2cca-f89f-47cf-a3cd-b7b7e216863c
- Nationale Bibliotheek van Tsjechië: xx0097487
- SNAC: w6v71jkm
- Virtual International Authority File: 32183872
- WorldCat: E39PBJjMBJ3RpBVYhgCDy8VjYP